# Dornier P.252
El Dornier Do P.252 fue un proyecto de una caza nocturno y de todo tiempo de la Luftwaffe en la Segunda Guerra Mundial.

## Descripción
El Dornier Do P.252 fue diseñado en 1943, pero más tarde fue sometido a las especificaciones óptimas de la Luftwaffe para el caza nocturno del 27 de enero de 1945. Se realizaron tres estudios (P.252/1, /2 y /3) de este diseño, todos similares salvo pequeñas diferencias en las medidas y en la forma de las alas.
- P.252/1: avión de dos asientos propuesto en febrero de 1945, un ala de 164 dm, 1900 L de combustible y una velocidad máxima de 900 km/h
- P.252/2 con fuselaje alargado para acomodar un tercer tripulante, alas con un ángulo de 35ª y ala de 184 dm
- P.252/3: con ala reducida y capacidad de combustible incrementada.

### El P.252/3
El P.252/3 tenía un fuselaje alargado con una cabina para tres tripulantes. Las alas tenían una flecha hacia atrás en 22.5 y de conformación dihédrica. 

### Motores
Disponía de dos motores Junkers Jumo 213J de 12 cilindros enfríados por agua (1750 hp de potencia al despegue) con sobrealimentador e inyector de MW-50, los cuales estaban acoplados en tándem a una extensión hacia atrás, de la cual salían dos hélices  contrarrotativas de 3.2 m de diámetro con tres hojas cada una con una inclinación de 50°.
El motor de proa estaba enfriado por aire, con bocatomas localizadas en las raíces alares y en el lado de estribor del fuselaje. El motor trasero estaba enfriado por una bocatoma localizada en el lado de babor del fuselaje; también había una bocatoma localizada en la parte alta del fuselaje, justo arriba de la parte cruciforme del ala trasera.

### Alas
Una ventaja de este diseño de ala es que la aleta de abajo servía de parachoques, evitando que las aspas de la hélice golpearan el suelo al despegue.

### Tren de aterrizaje
El tren de aterrizaje era de configuración triciclo, con el tren principal retrayéndose hacia adentro en el fuselaje, y el tren de proa retrayéndose hacia atrás.

### Cabina
Una tripulación de tres hombres se sentaba en la parte delantera del fuselaje, con el piloto y el operador de radar estando espalda con espalda a la izquierda, y el navegador sentado a la derecha del piloto mirando hacia el frente. 

### Armamento
- 2 Cañones MK 108 30 mm en la proa
- 2 Cañones MK 213C 30 mm hacia abajo y atrás del fuselaje
- 2 Cañones MK 108 30 mm disparando en Schräge Musik detrás de la cabina
- 2 bombas de 250 kg debajo de las alas
- 2 bombas de 500 kg debajo de las alas

### Radar
Tenía un radar interno de proa con narices intercambiables de acuerdo a la misión que le tocaba.

#### Tipos
- FuG 244/FuG 245 "Bremenanlage" Radar de búsqueda aérea. Antena de espejo cóncava, Rango 200 m - 50 km Peso 50 kg
- FuG 25a Identificación Amigo o Enemigo (Identification friend or foe o IFF por sus siglas en inglés), peso: 12 kg
- FuG 280 Radar aéreo de búsqueda infrarroja, Rango: 4 km, Peso: 15 kg
- FuG 350 Detector pasivo para señales de radar enemigas, Rango: 50 km, Peso:24 kg
- FuG 218R Peso: 46 kg
- FuG 24SE
- w/ZVG 24 Sistema direccional de radio tierra-aire, Peso: 18 kg
- Fu Bl 3 E
- w/AWG 1 Ayuda de aterrizaje para mal tiempo o aterrizaje a oscuras, Peso: 10 kg
- FuG 101 altímetro de precisión para aterrizaje de mal tiempo, Peso: 16 kg

## Ventajas
A pesar de las excelentes ventajas de este modelo, como su visibilidad (debido a que los motores y hélices estaban atrás), armamento pesado y larga autonomía (aproximadamente 4 horas), las especificaciones oficiales fueron hechas solamente para Turbojets. Así, el proyecto Do P.252 fue abandonado con reticencia. En comparación con el caza nocturno Northrop P-61 Black Widow, que era más grande y pesado que el P.252, su planta motriz desarrollaba una potencia comparable.